# Chuuk International Airport
Chuuk International Airport är en flygplats i Mikronesiska federationen.   Den ligger i kommunen Weno-Choniro Municipality och delstaten Chuuk, i den västra delen av landet, 700 km väster om huvudstaden Palikir. Chuuk International Airport ligger 2 meter över havet. Den ligger på ön Upwein.
Terrängen runt Chuuk International Airport är kuperad åt sydost, men åt nordost är den platt.  Närmaste större samhälle är Weno Town, 1,2 km söder om Chuuk International Airport. 